# Yahoo! Music
A Yahoo! Music a Yahoo! tulajdonában álló, különböző zenei szolgáltatásokat, így internetrádiót, videóklipeket, híreket, előadó-információkat és saját műsorokat nyújtó weboldal. A weblapon korábban egy Yahoo!-felhasználói fiókkal több százezer zeneszámhoz férhettek hozzá a felhasználók, előadóra, albumra, dalra és műfajra lebontva.

## Története
A Yahoo! Music elődje a LAUNCH Media által alapított „LAUNCH” weboldal és magazin, melyet 2001-ben a Yahoo! 12 millió amerikai dollárért felvásárolt. A LAUNCH-t később „Yahoo! Music”, majd 2005 februárjában „Y! Music” néven indították újra. A LAUNCH LAUNCHcast internetrádióját és videóklip-gyűjteményét beolvasztották a Yahoo! weboldalába, melyet zenék és életrajzi adatok széleskörű választékát tartalmazó előadói profilokkal egészítettek ki.
A Yahoo! 2004. szeptember 14-én felvásárolta a Musicmatch, Inc. szoftverfejlesztő vállalatot, a Musicmatch Jukebox zenelejátszó fejlesztőjét. A Yahoo! a Musicmatch 10.1-es verziójától kezdve azt Yahoo! Music Musicmatch Jukebox néven indította újra, majd beolvasztotta azt a Yahoo! Music Engine zeneáruházba. 2005-ben a Yahoo! Music lett az első jelentősebb internetes zeneszolgáltatás, mely Yahoo! Music Unlimited néven havidíj (5$) ellenében korlátlan zeneletöltést biztosított, hasonlóan az Open Music Modelhez, bár digitális jogvédelemmel ellátva. 2008-ban a Yahoo! bejelentette, hogy a Yahoo! Music Unlimitedet beolvasztják a Rhapsodyba. Az egyesülés a Yahoo! Music Unlimited 2008. szeptember 30-i bezárásával teljesült. 2008 júniusában a Yahoo! Music régi tartományneve inaktívvá vált és átirányított a „new.music.yahoo.co” címre.
A Yahoo! Music 2011-ben a CBS Radio-hálózat rádióadóinak legfőbb internetes lejátszója lett, mivel az AOL Radio átváltott Slackerre.
A Yahoo! Music 2013 eleje körül törölte az előadókat és azok kiadványait, illetve a felhasználók értékeléseit tartalmazó adatbázisát, de a videóklipek továbbra is elérhetőek maradtak.
2015 végétől kezdve a Yahoo! Music összes korábbi webcíme („music.yahoo.com” és „new.music.yahoo.com”) átirányít az új „yahoo.com/music” címre.

## Termékei
A Yahoo! Music számos terméket kínál vagy kínált, köztük:
- előadói profilokat, videóklipeket és dalszövegeket,
- exkluzív koncertfelvételeket,
- hivatalos Grammy-díj-beszámolót,
- a „Pepsi Smash on Yahoo Music” programot, melyben exkluzív videointerjúkat, koncertfelvételeket és reality szegmenseket tesznek közzé,
- a „Play” nevű zenebeazonosítót,
- a „Who’s Next” programot, melyben a hallgatók feltörekvő előadókra adhatják le a szavazataikat,
- a Yahoo! Music Jukebox zenelejátszót,
- a Yahoo! Music Radio (korábban LAUNCHcast, tartalmát az iHeartRadio szolgáltatja) és LAUNCHcast Plus internetrádiókat,
- a Yahoo! Music Unlimited előfizetésalapú zenestreamelési és letöltési szolgáltatást.

## Fordítás
- Ez a szócikk részben vagy egészben  a   Yahoo! Music című angol Wikipédia-szócikk ezen változatának fordításán alapul.  Az eredeti cikk szerkesztőit annak laptörténete sorolja fel. Ez a jelzés csupán a megfogalmazás eredetét és a szerzői jogokat jelzi, nem szolgál a cikkben szereplő információk forrásmegjelöléseként.